# Avion de chasse
Pour les articles homonymes, voir Chasseur.
Un avion de chasse (aussi appelé chasseur ou avion de suprématie aérienne) est un avion militaire conçu pour intercepter les avions adverses et ainsi assurer la maîtrise du ciel. Il peut par exemple s'agir de détruire des bombardiers ennemis afin de les empêcher d'atteindre leurs cibles, ou d'éliminer du ciel les chasseurs de l'adversaire pour protéger ses propres avions d'attaque.

## Histoire

### Première Guerre mondiale

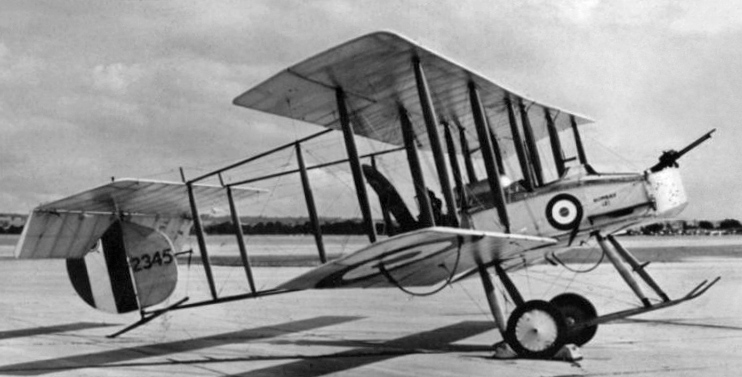
Vickers F.B.5, biplan anglais à hélice propulsive, 1914.

Les avions de chasse apparaissent lors de la Première Guerre mondiale et la guerre italo-turque afin d'attaquer les avions et ballons de reconnaissance ennemis, puis les premiers bombardiers. Pendant la Guerre de Libye, un avion biplan appartenant aux italiens sera abattu pour la première fois dans l’histoire. La reconnaissance aérienne prend en effet dès le début du conflit une importance majeure dans la conduite des opérations, permettant pour la première fois l'observation directe des fortifications, dépôts et mouvements de troupe ennemis, et le réglage des tirs d'artillerie. Les appareils qui mènent ces missions deviennent donc des cibles prioritaires.
Le premier combat aérien a lieu le 5 octobre 1914 près de Reims, lorsqu'un Voisin III, appareil français abat un Aviatik B.I, avion allemand. Le combat aérien naît, au début de la Première Guerre mondiale, de la frustration des équipages d'avions de reconnaissance croisant l'ennemi dans les airs sans pouvoir le combattre. Des expédients sont tout d'abord employés, y compris des armes de poing et d'épaule, voire des grappins. Très rapidement des Allemands utilisent la puissante mitrailleuse, et le deuxième homme d'équipage, dit « observateur », devient aussi « mitrailleur » après montage d'une tourelle comme support d'une mitrailleuse. Le tir vers l'avant est cependant alors rendu impossible par la présence de l'hélice (sauf sur les quelques avions à hélice propulsive), ce qui interdit le tir en poursuite et l'emploi de monoplaces pourtant plus performants.
Le Français Roland Garros conçoit le premier un système surmontant cette difficulté après avoir tiré au revolver à travers un ventilateur puis constaté que peu de projectiles touchèrent les pales. Il monte une mitrailleuse sur son capot moteur et fait placer par son mécanicien de petites pièces métalliques sur l'hélice pour dévier les rares balles qui risqueraient de l'endommager. Après la capture de son appareil en bon état et son interrogatoire par les Allemands, l'idée est reprise par Anthony Fokker qui décide de l'améliorer en concevant un ensemble mécanique bloquant le tir lorsqu'une pale de l'hélice se trouve devant le canon de la mitrailleuse. La synchronisation du tir de la mitrailleuse à travers les hélices est née, et avec elle l'avion de chasse.
D'autres systèmes sont testés, en particulier une mitrailleuse placée sur l'aile supérieure tirant vers l'avant au-dessus du plan de rotation de l'hélice, comme sur le Nieuport 11. Mais les systèmes à synchronisation, bien que plus lourds et complexes, se révèlent supérieurs car, placés au plus près de l'axe de vol, ils facilitent la visée. Des systèmes de tir à travers l'axe creux de l'hélice sont testés ; cependant, outre sa complexité, un tel système ne peut concerner qu'une seule arme. Le nombre de mitrailleuses montées sur chaque appareil augmente rapidement, atteignant quatre.
Les appareils sont développés très rapidement au cours de ce conflit, souvent en moins de trois mois, ce qui n'offre qu'une supériorité de quelques semaines ou mois à un nouveau modèle d'appareil performant, avant d'être rendu obsolète. Quelques-uns des premiers aviateurs de la Première Guerre mondiale disposent d'une expérience de pilote avant l'ouverture du conflit, mais les pertes humaines sont nombreuses, et les jeunes pilotes ont généralement une formation ne dépassant pas quelques semaines avant d'être envoyés en mission. De nombreux pilotes se tuent aux commandes de leurs appareils, en raison des défauts de constructions de ces premiers avions. En particulier, le développement des moteurs rotatifs refroidis à l'air qui équipent la majeure partie des appareils de cette guerre, sont plus légers, mais génèrent une importante masse d'inertie qui provoque des réactions imprévisibles des appareils. Outre les accidents, les combats aériens et l'apparition de l'artillerie antiaérienne provoquent d'importantes pertes humaines.
Ces pionniers de l'aviation de guerre découvrent le vol, remplissent des missions d'attaque et d'escorte, et mettent au point les premières tactiques et manœuvres de combat. La propagande crée les premiers As, qui deviennent le symbole de leur aviation nationale. Ils prennent une part prépondérante dans le commandement des groupes de chasse et la formation des jeunes pilotes qui leur sont confiés, et participent avec les constructeurs à la création et l'amélioration des appareils de chasse.
La création d'écoles de pilotage s'impose peu à peu. En 1918, la France en compte une dizaine, telles, par exemple, celles de la base aérienne 122 Chartres-Champhol ou encore d'Avord. À la fin du premier conflit mondial, le cursus de formation des pilotes militaires est de six mois.
En 1917, le nombre croissant d'appareils dont les armées sont dotées conduisent à l'apparition de grandes formations de vol, entraînant des combats aériens impliquant plusieurs dizaines d'appareils. Les premiers avions bombardiers ayant une certaine efficacité font leur apparition sur le front Ouest dans cette seconde moitié du conflit, créant un nouvel objectif pour la chasse aérienne. Sur le front Est, les Russes disposent du Ilia Mouromets de Sikorsky dès 1913.
- Avions de la 1re Guerre mondiale

Avions de la Guerre mondiale
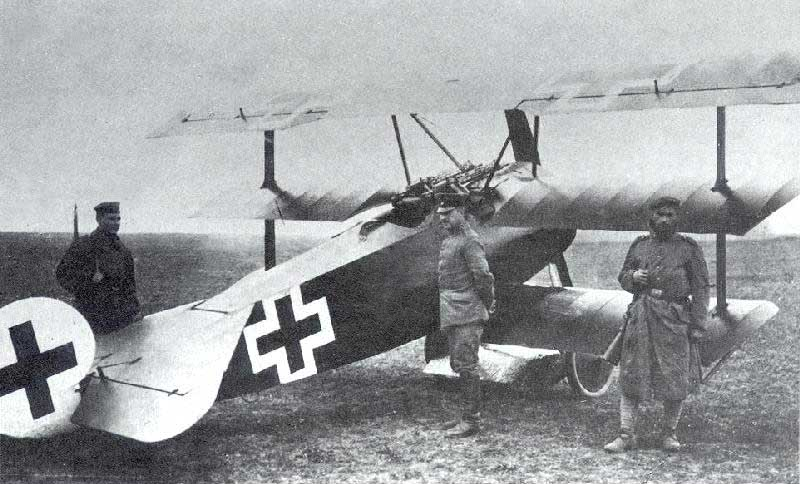
Un Fokker Triplan Dr1 allemand, l'avion du Baron rouge.
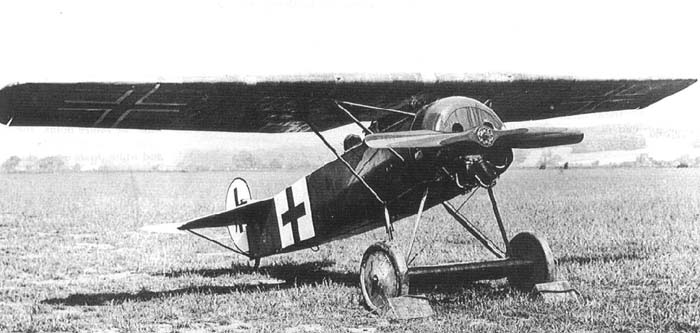
Fokker D.VIII, monoplan allemand.
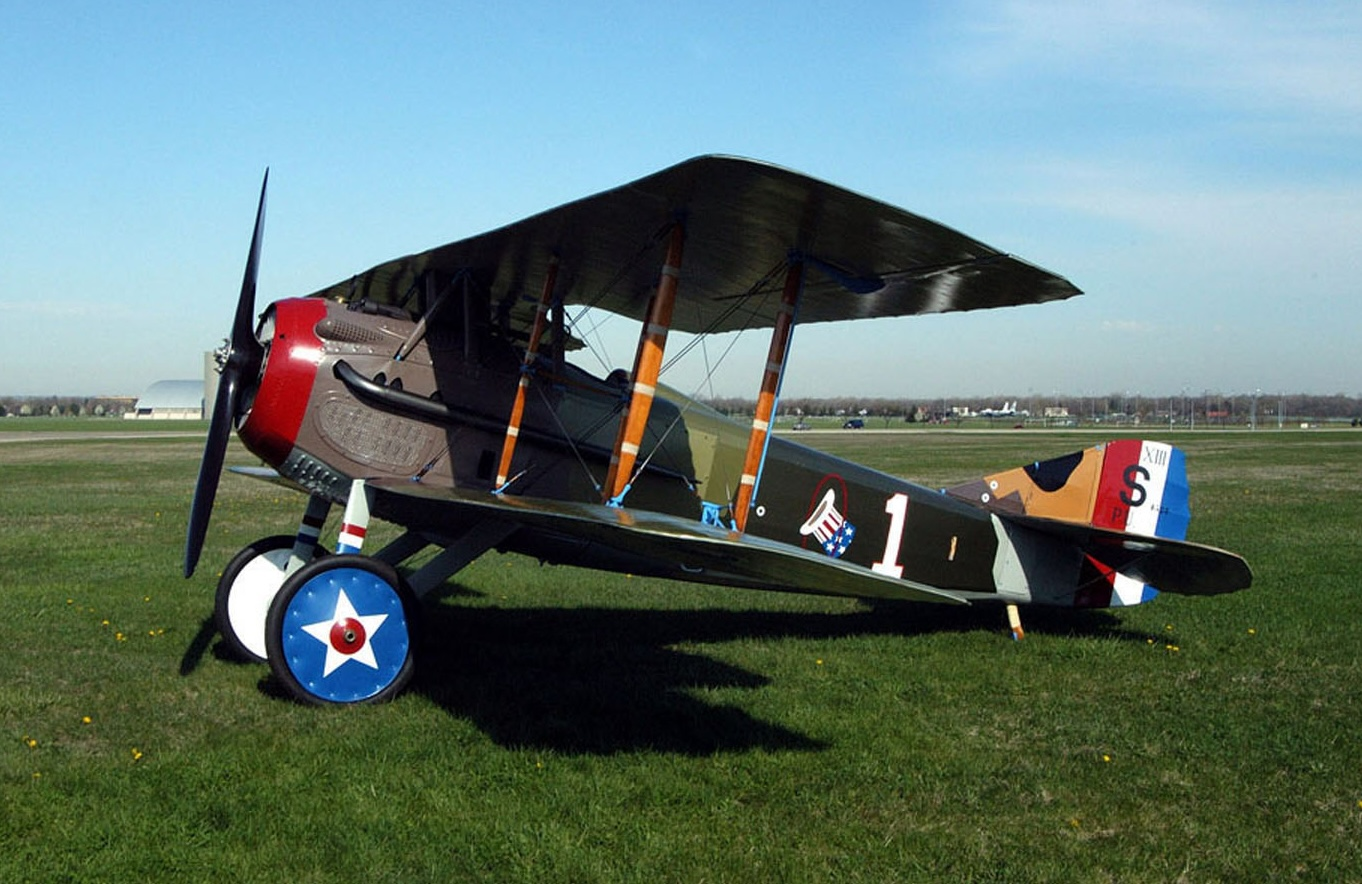
SPAD XIII de fabrication française avec les cocardes américaines.

### Entre-deux-guerres
Lentement après la Première Guerre mondiale, le monoplan devient la norme pour les avions de chasse. L'utilisation de nouveaux alliages d'aluminium permet de faire participer la surface de l'avion dans la résistance aux efforts mécaniques qu'il doit supporter. C'est le revêtement travaillant. L'épaisseur des ailes y permet l'insertion des mitrailleuses, munitions et du carburant.
L'innovation technologique est motivée par les grandes courses de vitesse civiles qui sont organisées, et la vitesse des appareils s'accroit fortement : elle fait plus que doubler entre les deux guerres.
À la fin des années 1930, les appareils à revêtement métallique ont l'ascendant technologique sur les appareils en bois et en toile considérés généralement comme dépassés. Entre 1923 et 1938, le coût unitaire des avions est multiplié par 13 ou 14.
Les moteurs voient leur puissance croître. Deux filières s'affrontent. Les chasseurs à moteur en ligne et refroidissement par liquide : ces appareils ont une silhouette pointue, aérodynamique. Les appareils dotés d'un moteur en étoile, refroidis par air, ce qui donne des avions avec un nez rond et plat comme le Boeing P-12 (mis en service en 1931). La production de la Russie soviétique est notable avec les chasseurs biplans Polikarpov I-15 (mis en service en 1934) et monoplans Polikarpov I-16 (mis en service en 1935) utilisés pendant la guerre civile espagnole, où ils affrontent les biplans Fiat CR.32 italiens (mis en service en 1935), utilisés également par les forces chinoises pendant la guerre sino-japonaise. Dans les dernières années de la période, les progrès s'accélèrent dans tous les pays amenés à s'affronter. Les principaux modèles sont déjà là : en Grande-Bretagne, les Supermarine Spitfire (mis en service en 1938) et Hawker hurricane (mis en service en 1937), en Allemagne, le Messerschmitt Bf 109 utilisé par les pilotes allemands volontaires de la Légion Condor en Espagne de 1936 à 1939. En France, le Morane-Saulnier MS.406 (mis en service en 1938), le Bloch MB.152 (mis en service en 1940) et le développement du Dewoitine D 520, bien que tardif, complète le tableau des meilleurs chasseurs en 1940. La production américaine sort doucement de la grande dépression, le développement est stimulé par des commandes françaises de H.75 (mis en service en 1936); c'est le début de la famille de chasseurs Curtiss.

Avions de l'entre-deux guerres
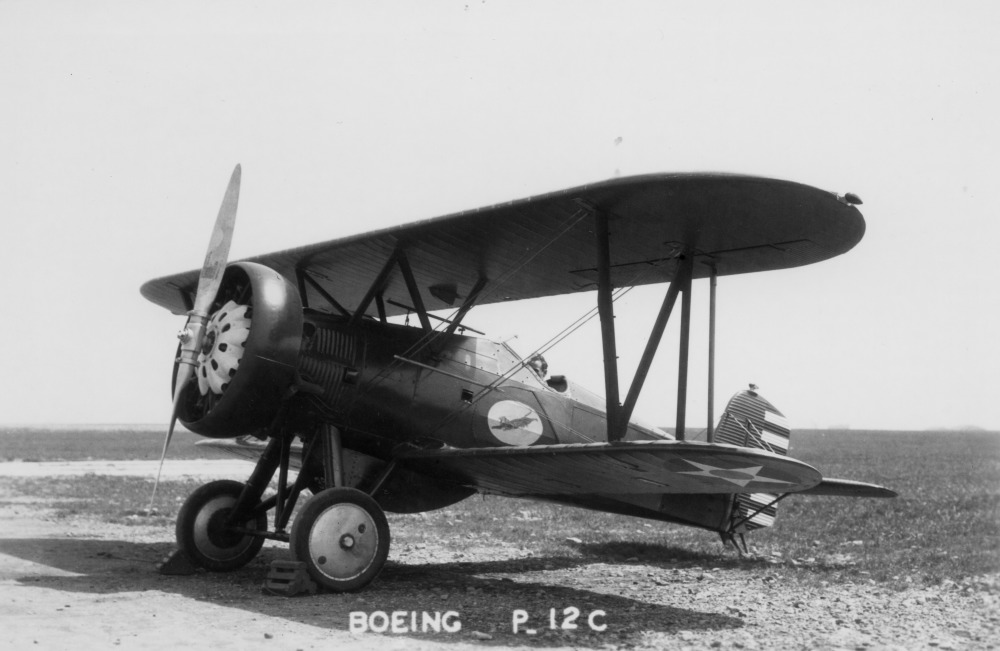
Boeing P-12C
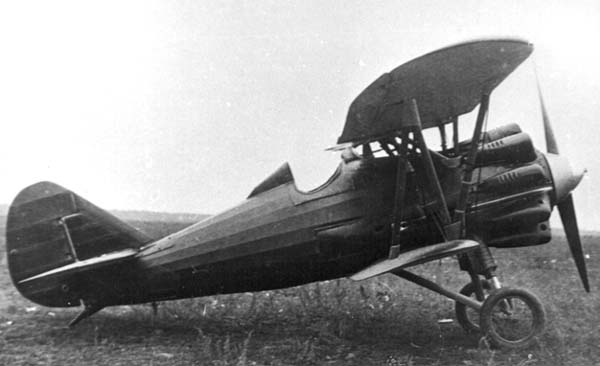
Polikarpov I-5 soviétique, 1931-1934.
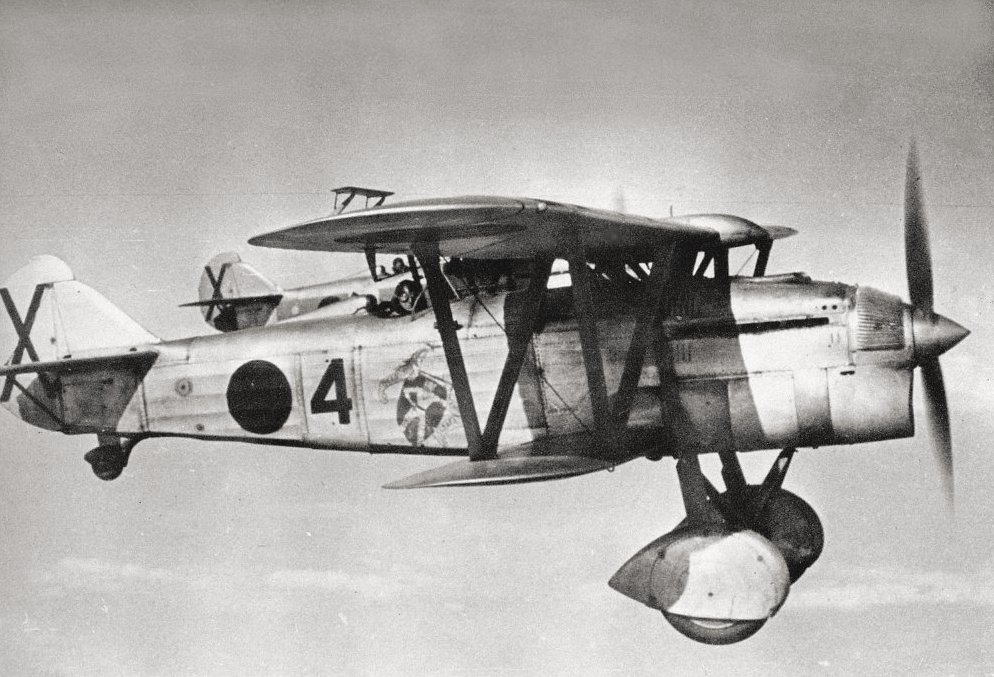
Deux Fiat C.R.32 italiens pendant la guerre d'Espagne, 1937.
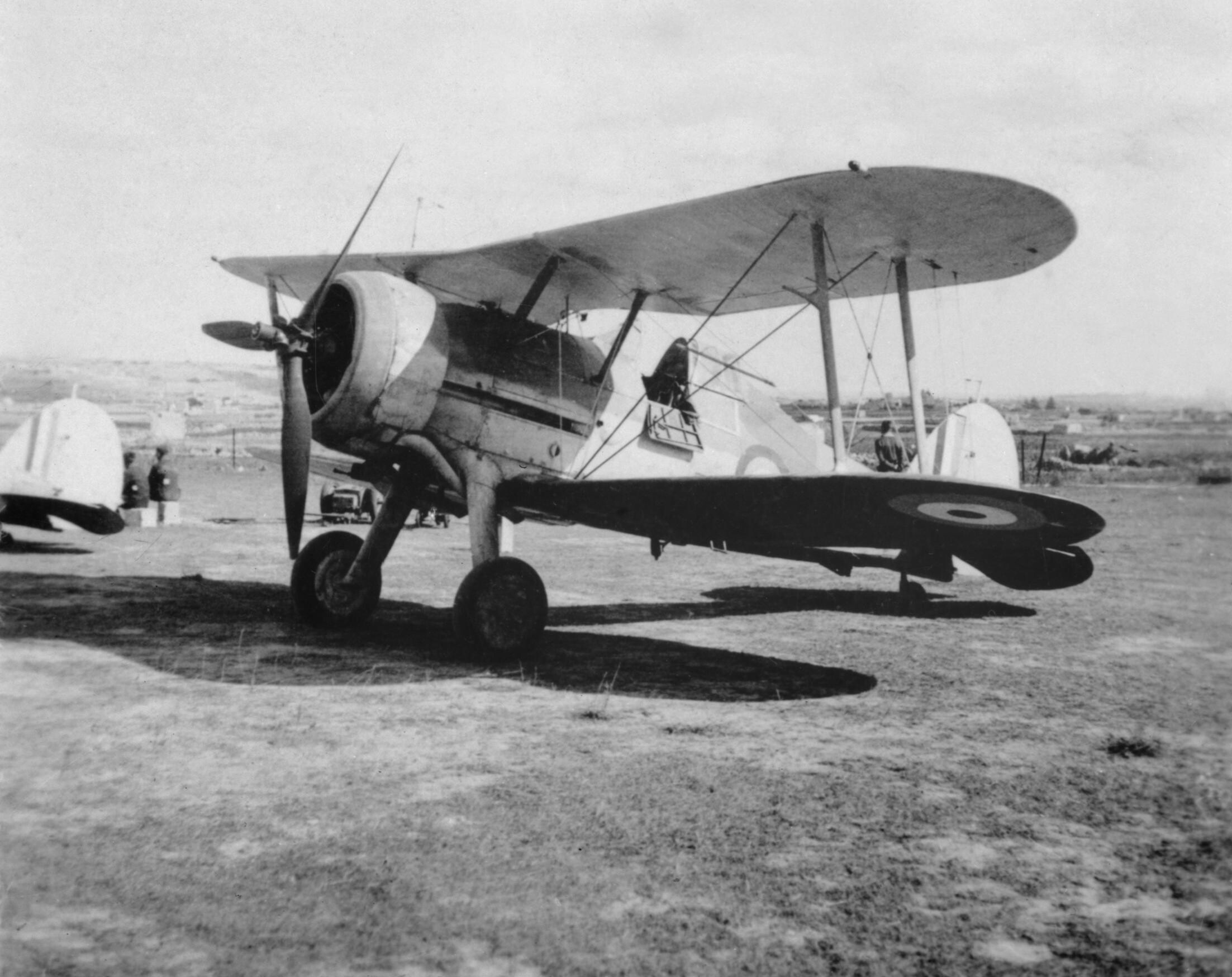
Gloster Gladiator anglais

### Seconde Guerre mondiale

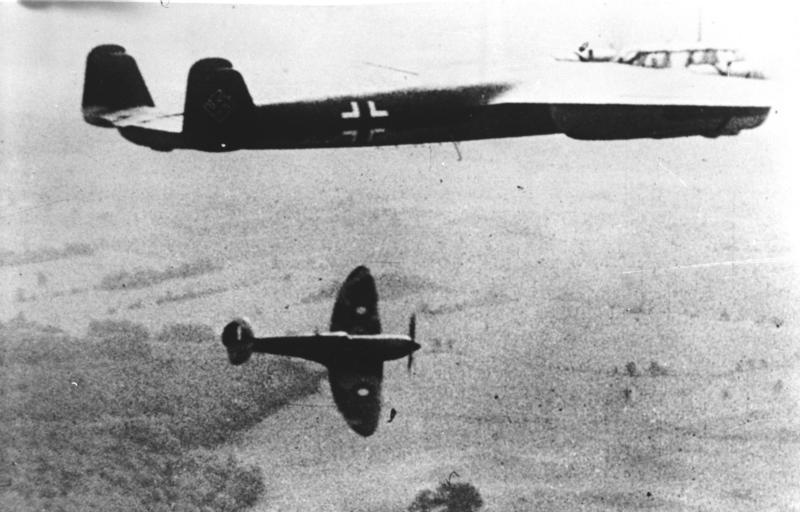
Supermarine Spitfire britannique (en bas) opposé à un bombardier Dornier Do 17 allemand, décembre 1940.

Lors de la Seconde Guerre mondiale, les chasseurs ont eu à jouer un rôle prépondérant : le contrôle du ciel et la supériorité aérienne sont devenus une partie vitale de la doctrine militaire, par exemple dans le cadre de la Blitzkrieg. Pendant la bataille d'Angleterre, l'incapacité de la Luftwaffe à venir à bout des escadrons de chasseurs britanniques a rendu l'invasion de la Grande-Bretagne impossible.
Le chasseur s'intègre dans une organisation complexe. Les techniques de combat aérien évoluent. On notera l'usage du couple : radar au sol, radio embarquée, pour guider les interceptions, ainsi que les manœuvres groupées où l'ailier couvre son chef.
Dès les prémices du conflit, se pose de nouveau la question de la formation des pilotes de chasse. Deux écoles de chasses sont actives en 1939 en France, l'une sur la base aérienne 122 Chartres-Champhol (le Centre d'Instruction de la Chasse, ou CIC), et l'autre, sur la base aérienne de Montpellier.
Une deuxième génération d'appareils suit les enseignements du début du conflit. Les améliorations concernent la puissance du moteur et l'aérodynamisme donc la vitesse, l'armement toujours plus lourd, la souplesse d'emploi, avec la capacité d'emport de charges externes, bombes, roquettes, l'autonomie avec des réservoirs externes. Les avions anglais de deuxième génération sont les Hawker Typhoon et Hawker Tempest et la « merveille en bois » le de Havilland Mosquito. Le chasseur allemand destiné à épauler le Bf 109 est le FW 190 à moteur en étoile BMW 801.
La production américaine, massive bien que plus tardive, donne des appareils décisifs qui répondront aux multiples besoins. Petit tour dans l'arsenal des États-Unis. Les chasseurs Curtiss sont disponibles avant l'entrée en guerre, bien que présentant des défauts, ils rendront service à leurs utilisateurs. Le North American P-51 Mustang est développé pour répondre à une commande de la RAF, l'installation du moteur Rolls-Royce Merlin en fait une bête de course. Le Republic P-47 Thunderbolt est énorme, endurant, redoutable à haute altitude, il encaisse bien. Le Chance Vought F4U Corsair avec des ailes de mouette a la plus grande hélice possible entraînée par un moteur Pratt et Witney R2800. Les chasseurs Gruman Wildcat et Hellcat assureront la supériorité aérienne au départ des porte-avions de l'United States Navy. Le Lockheed P-38 Lightning bimoteur bipoutre sera le diable à deux queues pour les allemands mais brillera surtout dans le Pacifique.
La production soviétique, massive, se concentre sur des modèles rustiques dont les performances croissent au fur et à mesure du conflit : famille de chasseurs Yakovlev, Mikoyan-Gourevitch (Mig), Lavotchkine. L'entreprise Soukhoï ne développera des chasseurs qu'à partir de 1959.
L'empire du soleil levant dispose grâce au Mitsubishi A6M de sa Marine, le « Zéro », d'une supériorité initiale dans le Pacifique.
La lutte contre les bombardements nocturnes nécessite la création et le développement de la chasse de nuit qui regroupe des appareils de jour modifiés, ou des appareils spécifiques. Les premiers radars embarqués commencent à fonctionner en opérations.
Les recherches destinées à produire des chasseurs de plus en plus performants aboutirent entre autres à l'apparition, en opérations, des premiers avions à réaction, à la fin de la Seconde Guerre mondiale. Les premiers furent les Messerschmitt 262 allemands, mais ils furent peu utilisés car l'État-Major les destinait plutôt au rôle de chasseur-bombardier. Les Gloster Meteor anglais apparurent également à la fin de la guerre, mais n'effectuèrent que des interceptions de V1 et quelques missions d'attaque au sol, sans rencontrer d'avions ennemis.
À la fin de la guerre, l'École de chasse, recréée à Meknès, en 1943, revient en France en 1961 et rejoint une école de moniteurs sur la base aérienne 705 Tours ; elle s'y trouve encore.
- 2e guerre mondiale

guerre mondiale
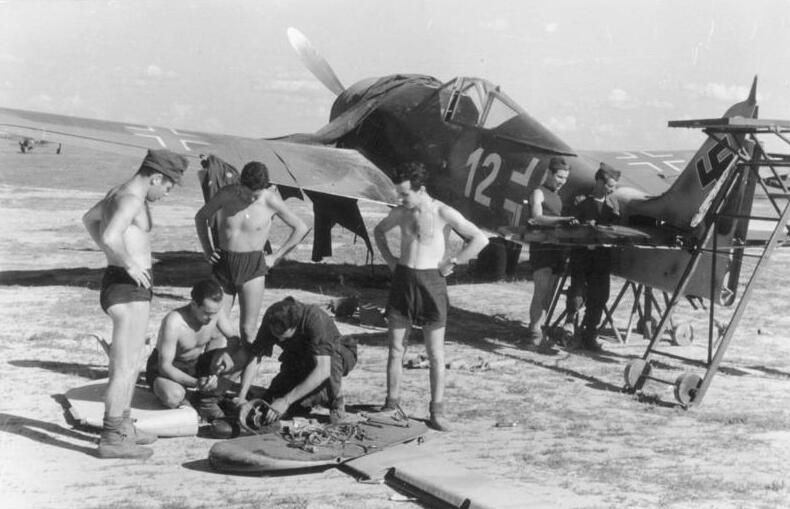
Focke-Wulf Fw 190 allemand, 1942.
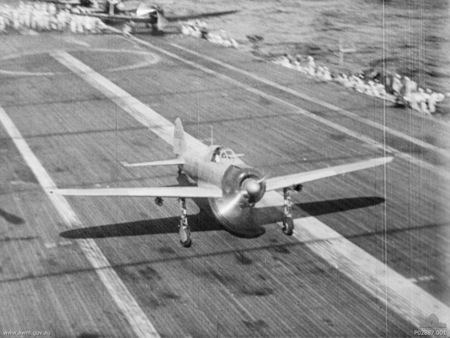
Mitsubishi A6M « Zéro », de la marine japonaise, 1942.

### Après la Seconde Guerre mondiale

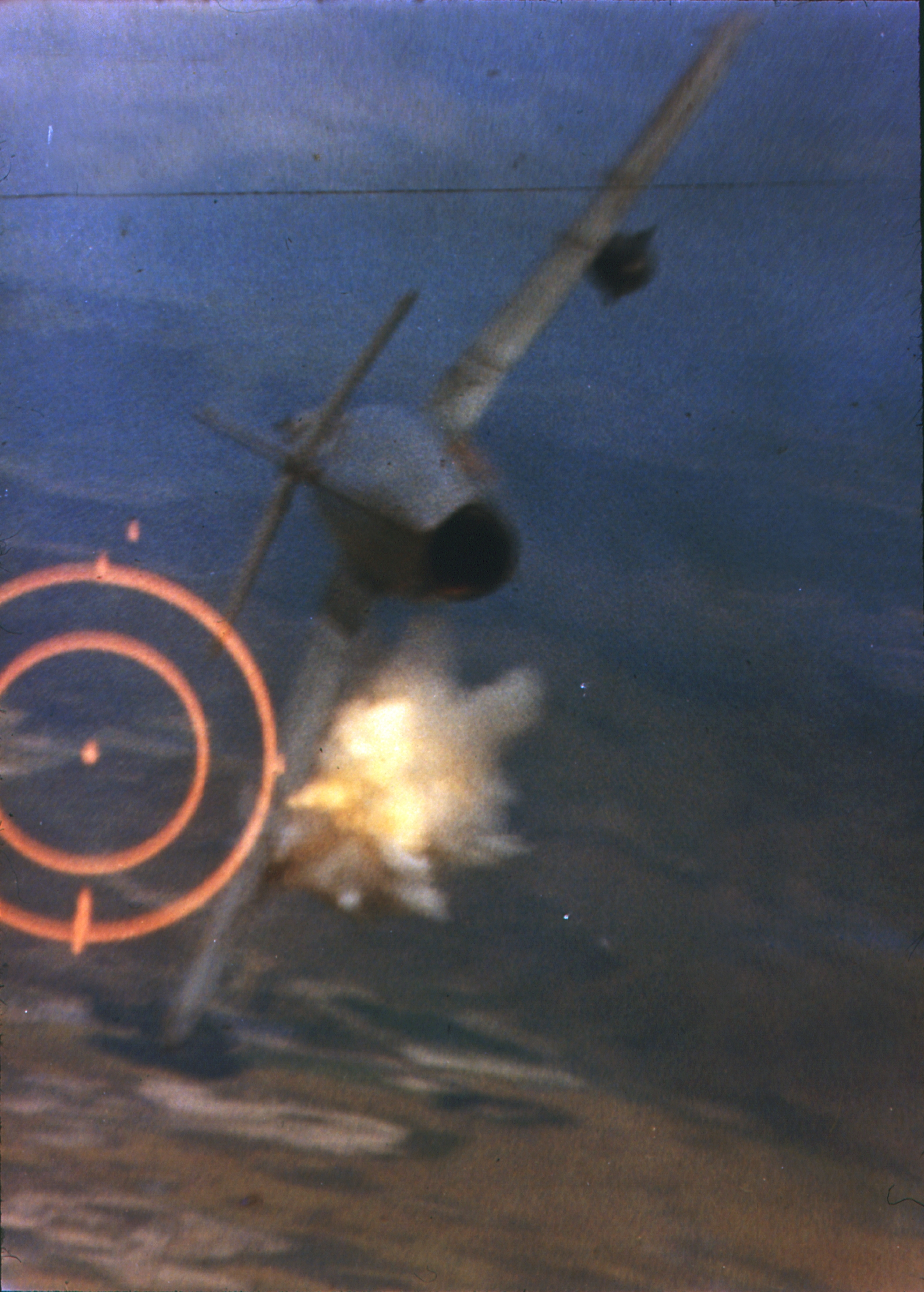
Un MiG-17 de la Force aérienne populaire vietnamienne touché par le tir du canon M61 Vulcan d'un Republic F-105 Thunderchief de l’USAF le 3 juin 1967.

Consacrant le déclin irréversible des avions à hélice, la guerre de Corée fut l'occasion des premiers combats aériens entre les premiers jets, principalement entre le F-86 Sabre américain et le MiG-15 soviétique.
Dès les années 1950, des avions de chasse supersoniques furent développés, rapidement suivis par des avions capables de voler à plus de deux fois la vitesse du son. D'une façon générale, on vit apparaître des avions de plus en plus performants mais aussi de plus en plus gros, complexes et surtout coûteux.
Leur fiabilité a également beaucoup augmenté. Par exemple, le Northrop F-89 Scorpion de l’USAF avait un taux d'accident de 383 accidents pour 100 000 heures de vol dans les années 1950 tandis que dans les années 2000, il est de 4 à 5 accidents pour 100 000 heures de vol dans les forces aériennes de l'OTAN, bien entrainé, et d'environ 20 pour 100 000 heures de vol pour les Forces aériennes pakistanaises disposant de moins de moyens.

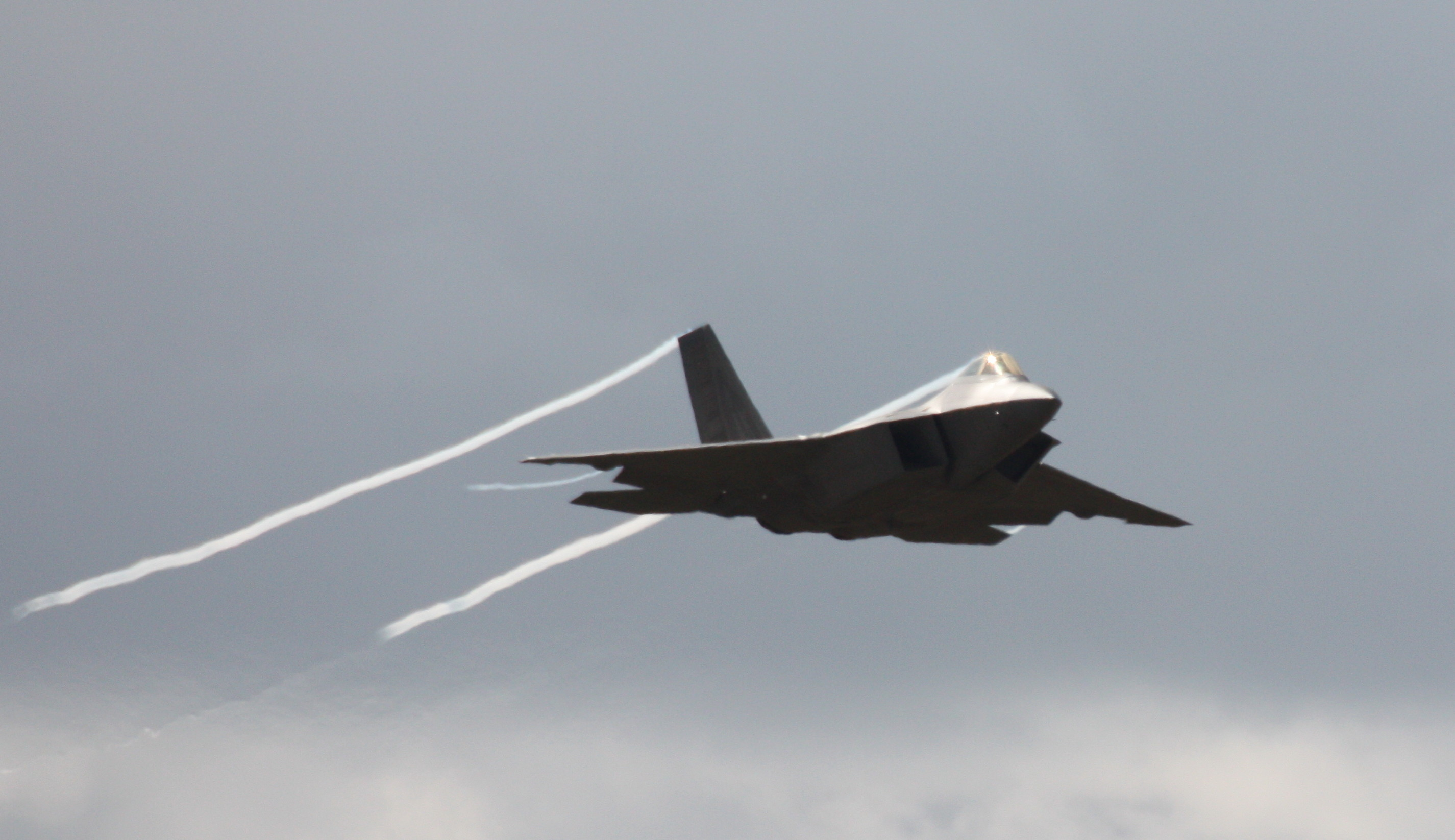
F-22 Raptor américain en vol
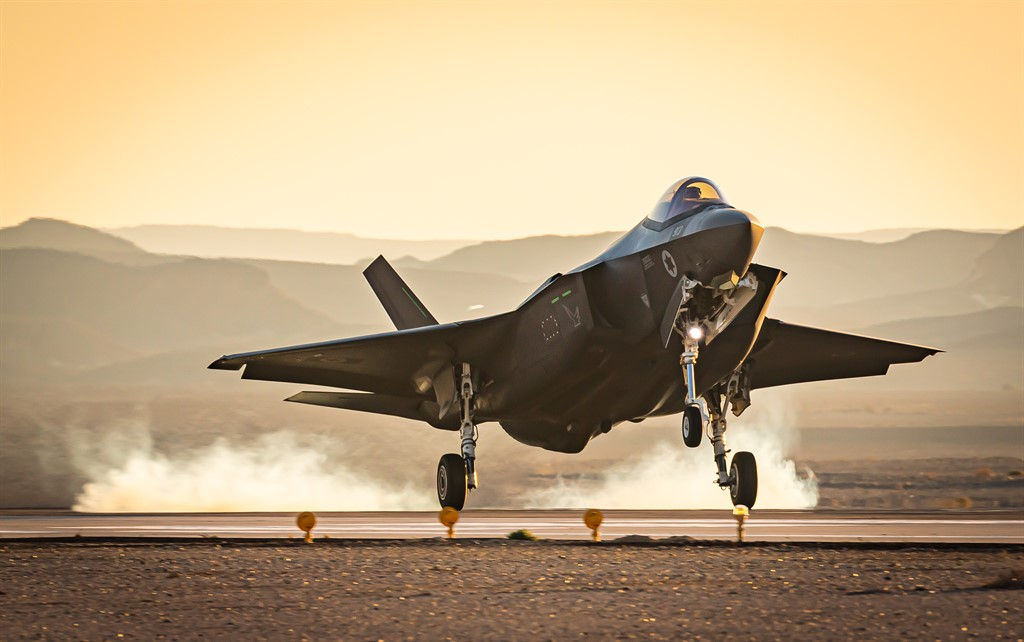
F-35I Adir israélien en atterrissage
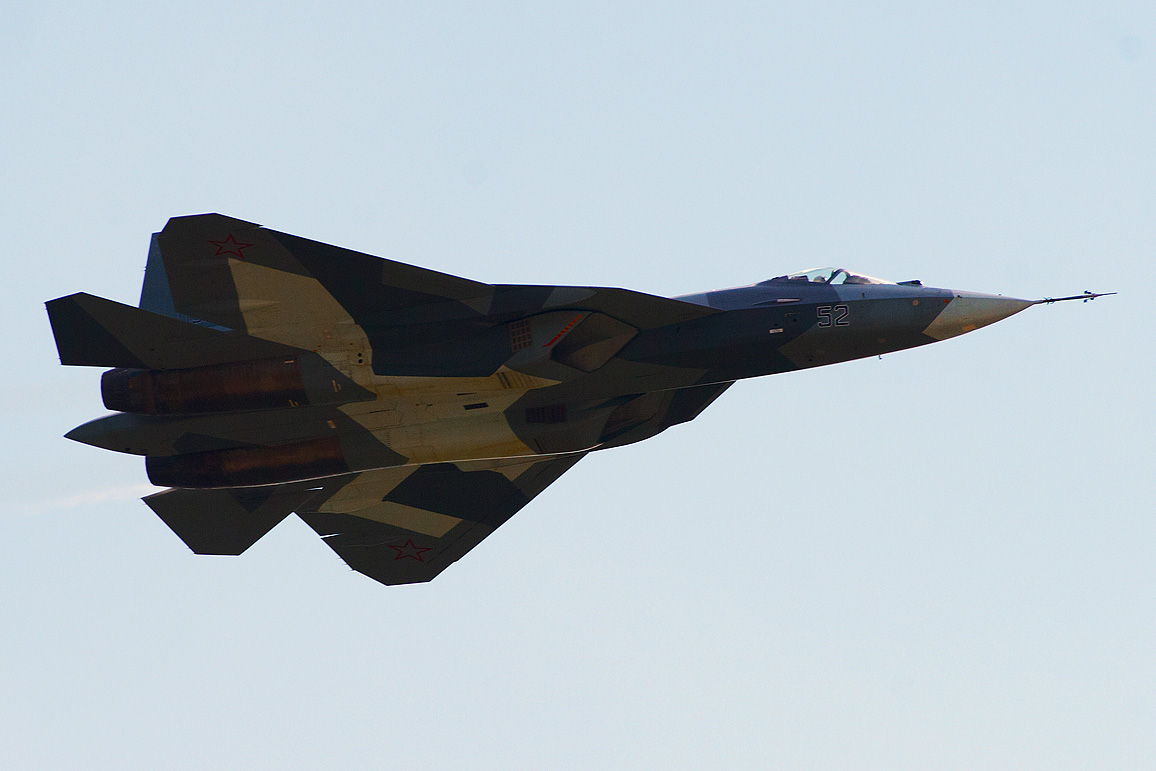
Su-57 russe en vol
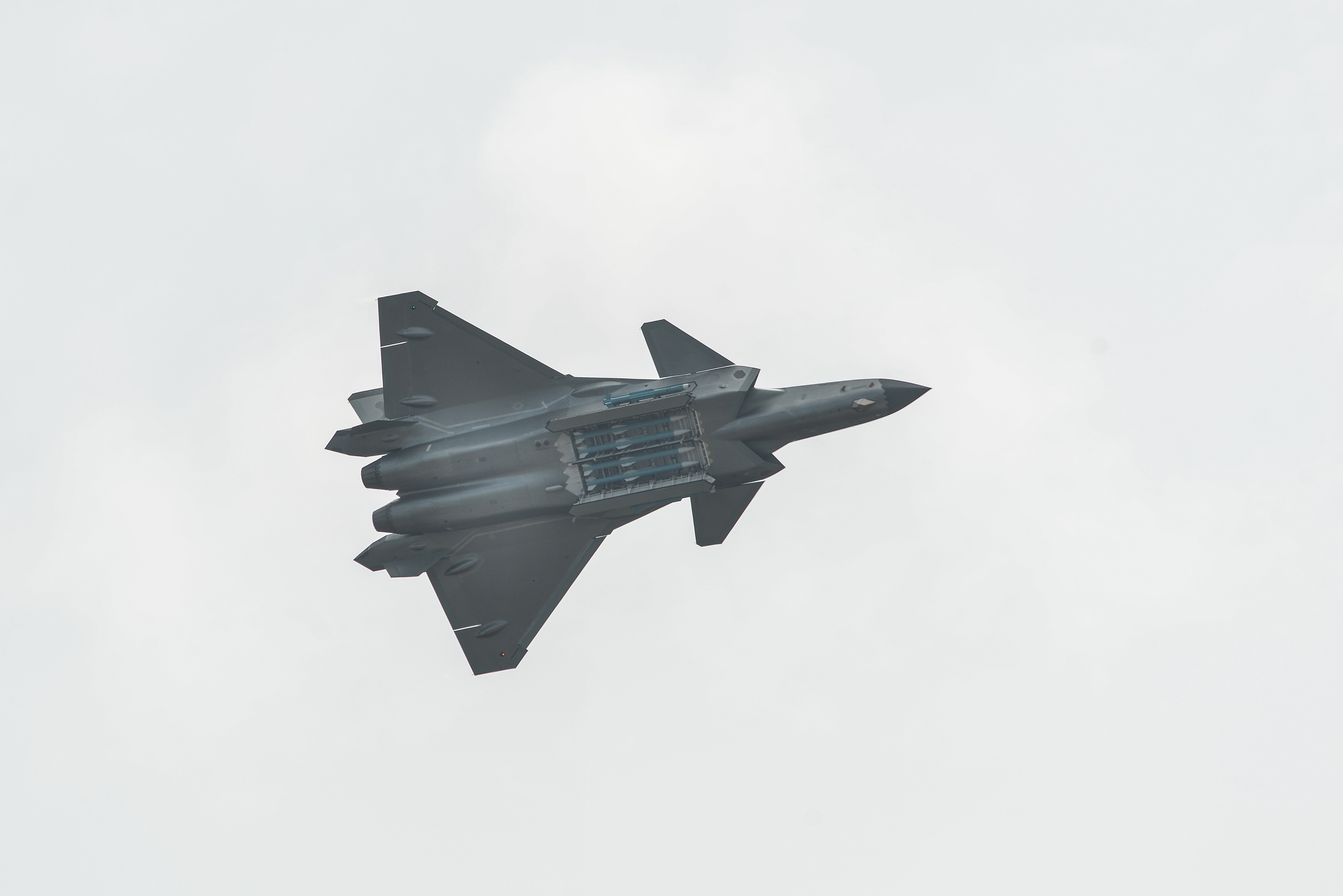
J-20 chinois en démonstration
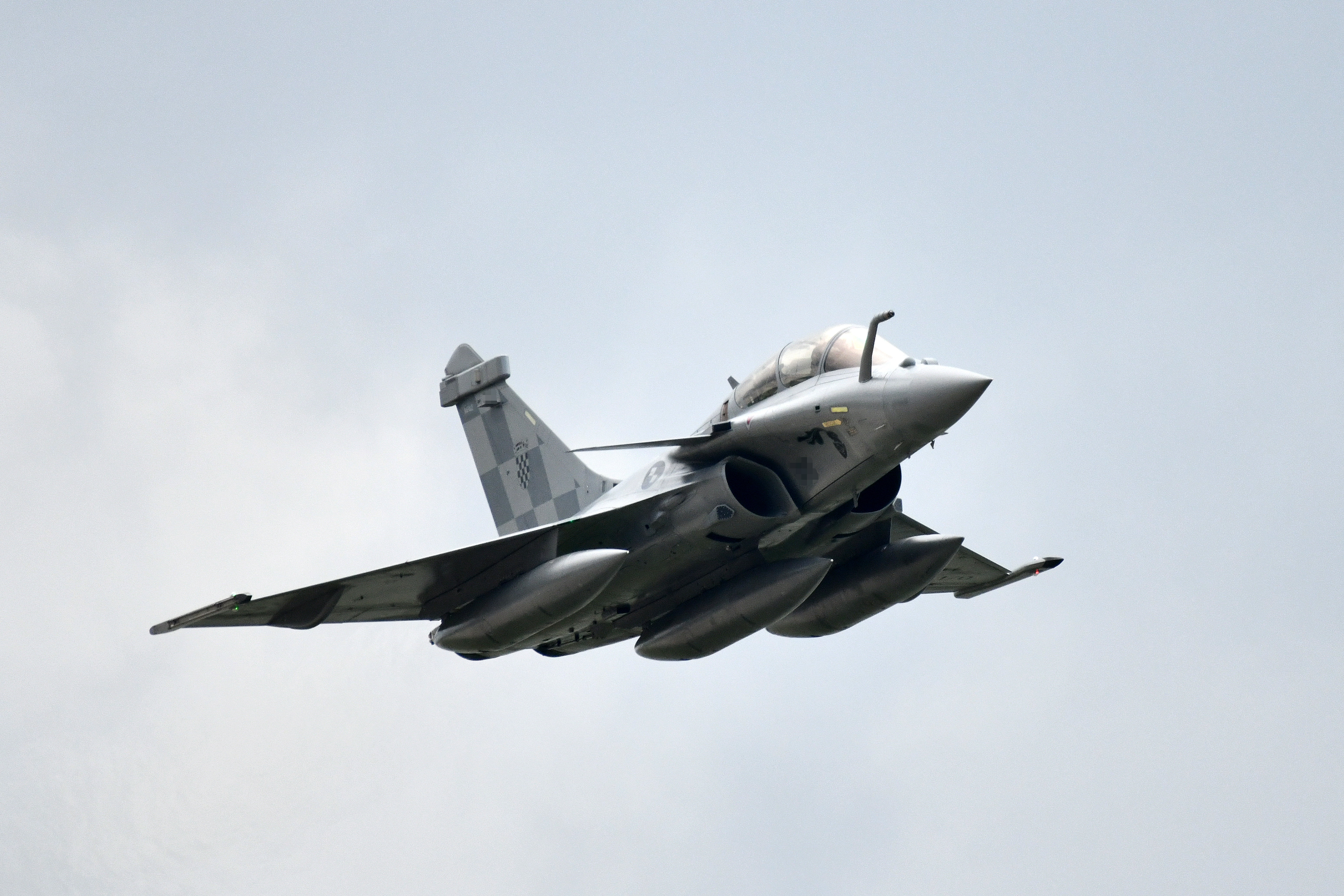
Rafale croate en vol
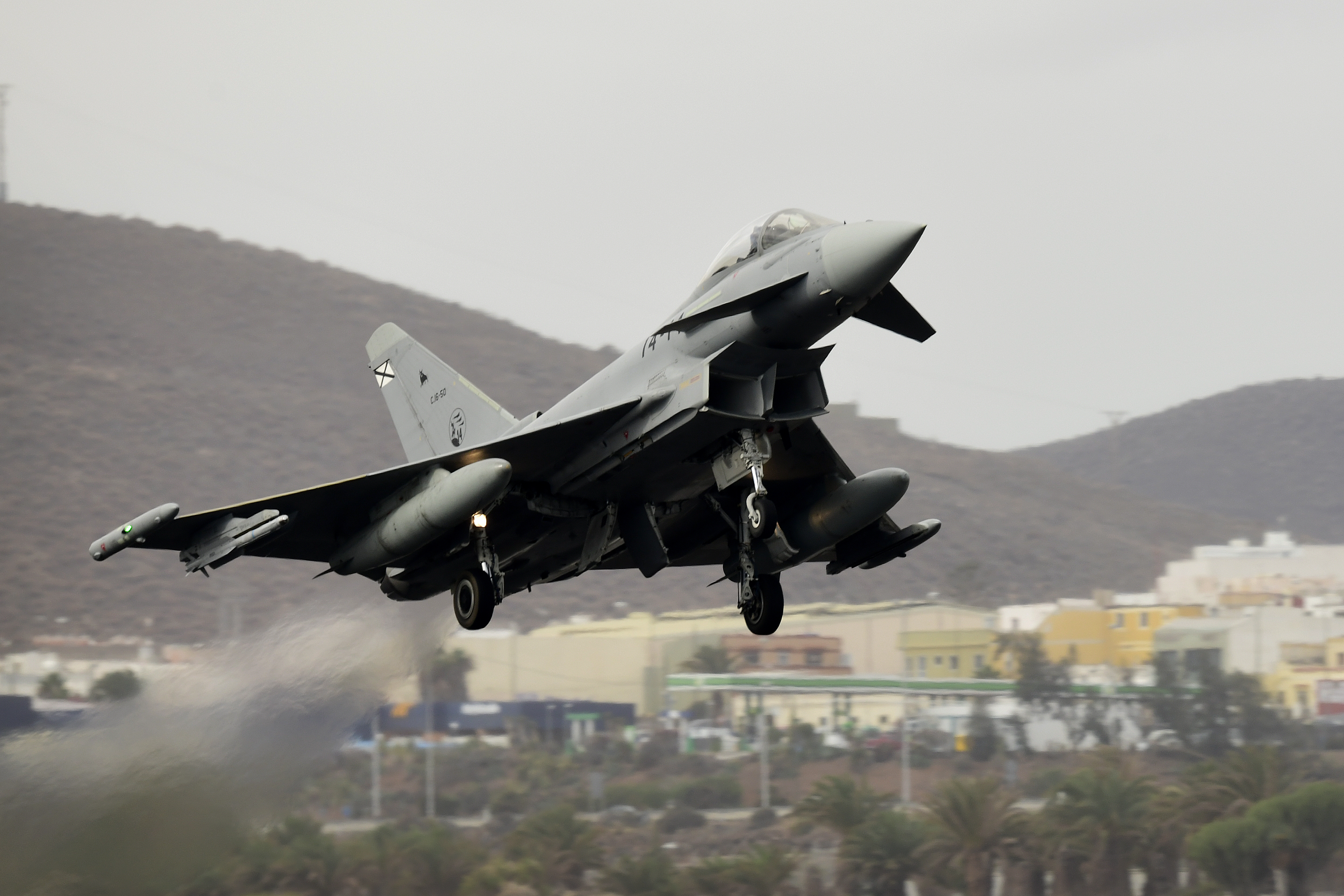
Eurofighter en décollage
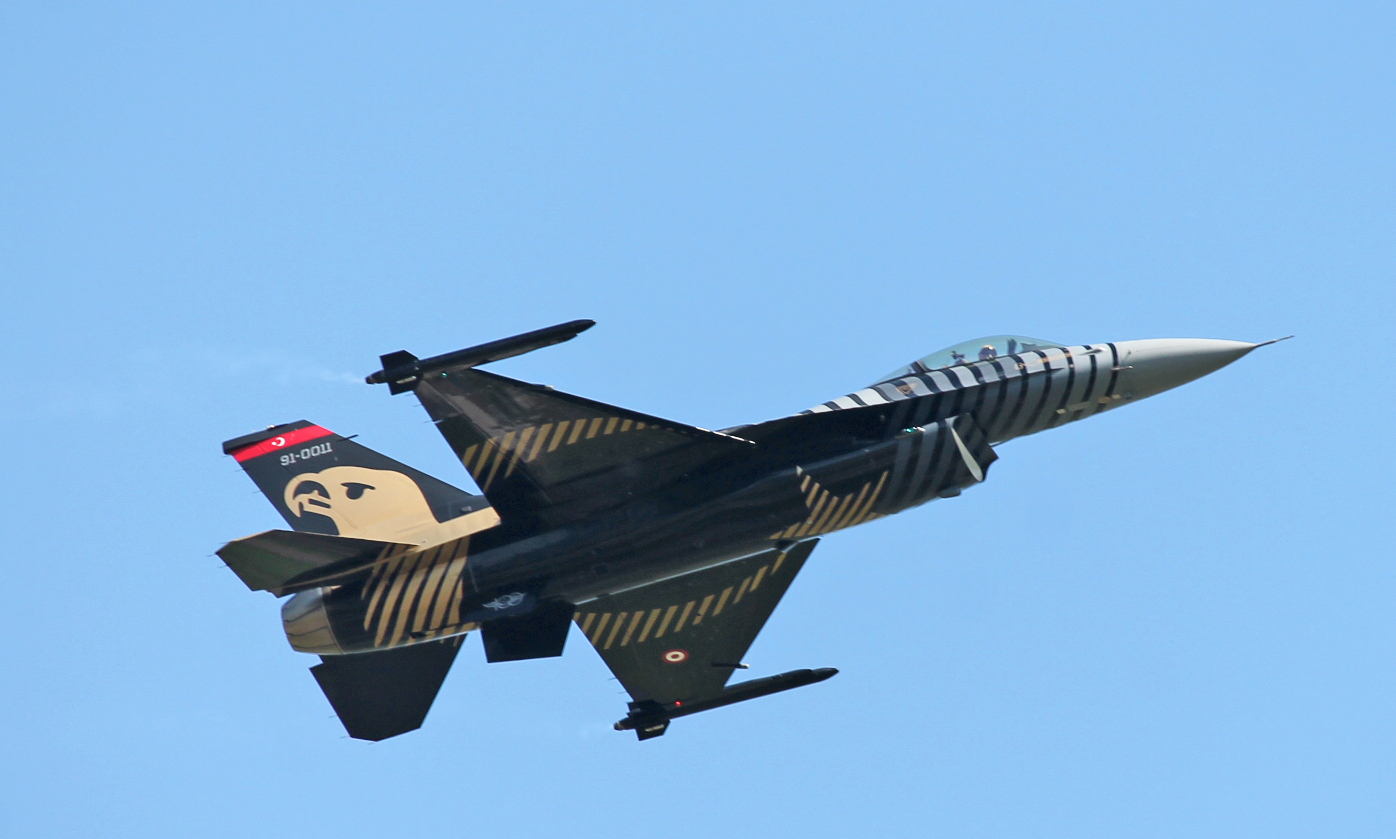
F-16C de SoloTürk en démonstration

## Caractéristiques
Le cahier des charges d'un bon avion de chasse a considérablement changé avec le temps. Les caractéristiques de base étaient initialement :
- le plus manœuvrable possible, afin d'esquiver un avion adverse et de se mettre facilement en position de tir (Sopwith Camel, Mitsubishi Zero) ;
- rapide en montée, en palier et en piqué (Spad VII, Me 109), afin de pouvoir rattraper ses cibles ou au contraire échapper à un adversaire trop puissant ;
- puissamment armé pour porter des coups efficaces dans un minimum de temps (Hurricane, Fw 190, P-47).

Pendant la Seconde Guerre mondiale, ces critères se sont modifiés progressivement :
- la manœuvrabilité passant au second plan derrière la vitesse et la puissance de tir (Me 262) ;
- la résistance aux coups nécessaire à la survie de l'avion et du pilote ;
- l'autonomie de vol devenant essentielle pour les missions à longue portée (P-51 Mustang).

De nos jours, avec les combats hors du champ visuel, un chasseur doit être :
- équipé d'un radar performant lui permettant de détecter toutes les cibles potentielles autour de lui ;
- équipé de contre-mesures électroniques.

Ses armes sont :
- des mitrailleuses initialement, puis des canons à partir de la Seconde Guerre mondiale ;
- des roquettes entre la fin de la Seconde Guerre mondiale et les années 1960 ;
- des missiles air-air depuis la fin des années 1950 ;
- Des missiles air-mer (voir guerre des Malouines) ;
- Des missiles air-sol.

## Fabricants

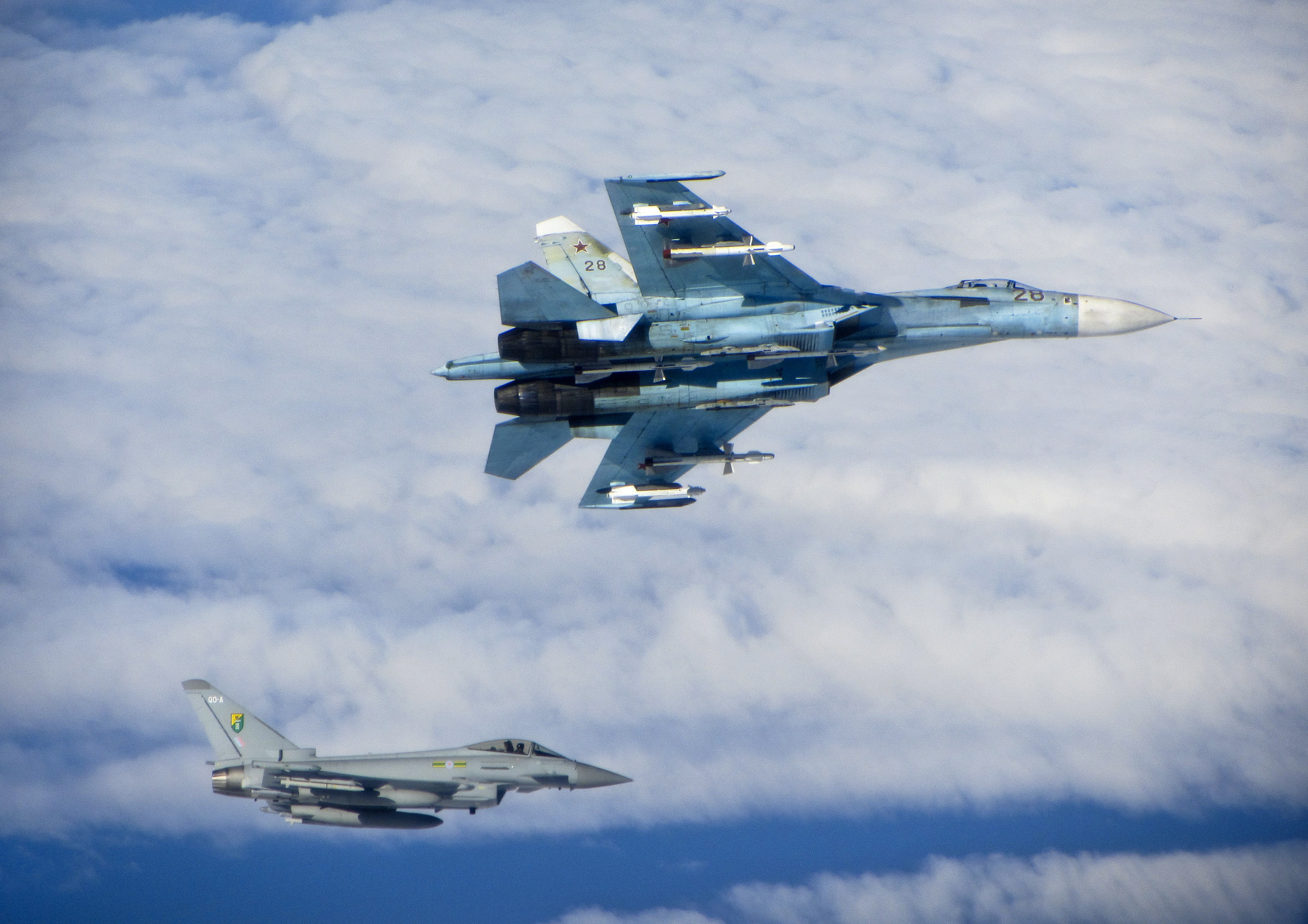
Soukhoï Su-27 Flanker de l’armée de l’air russe pourchassée par un Eurofighter Typhoon de la Royal Air Force en 2014.

Les principaux constructeurs d'avions de chasse sont actuellement Lockheed Martin et Boeing aux États-Unis, OAK en Russie, Eurofighter, Dassault Aviation et Saab en Europe, AVIC en Chine.
Le marché mondial des avions de chasse se répartit sur 2019-2028 : 
| Nationalité  | Constructeur                 | Pourcentage |
| ------------ | ---------------------------- | ----------- |
| États-Unis   | Lockheed Martin              | 58,4        |
| États-Unis   | Boeing                       | 11,5        |
| Russie       | OAK                          | 8,2         |
| Chine        | AVIC                         | 7,2         |
| France       | Dassault Aviation            | 6,2         |
| Suède        | Saab                         | 4,0         |
| Corée du Sud | Korea Aerospace Industries   |             |
| Turquie      | Turkish Aerospace Industries |             |
| Consortium   | Eurofighter                  | 2,8         |
|              | Autres                       | 4,9         |

Eurofighter est un consortium détenu par les sociétés britannique BAE Systems (33 %), italienne Leonardo (21 %) et franco-germano-espagnole Airbus (46 %).

## Autres termes utilisés
Historiquement, les avions de chasse étaient répartis en plusieurs catégories comme les chasseurs de jour, chasseurs de nuit, chasseurs à long rayon d'action, etc. Ceci était justifié par les différences de performances et d'équipements nécessaires pour chacun de ces rôles. De nos jours, tous les chasseurs peuvent opérer de jour comme de nuit.
Juste après la Seconde Guerre mondiale sont apparus les premiers intercepteurs, souvent avec une autonomie moins importante qu'un chasseur traditionnel, leur mission se limitant à décoller, rejoindre l'adversaire et le détruire. On citera par exemple le English Electric Lightning ou le Vought F-8 Crusader.
Le terme d'avion de supériorité aérienne désigne généralement un avion plus polyvalent de type « chasseur lourd » comme le F-15 Eagle, le MiG-29 Fulcrum ou encore le Su-27 Flanker.